# Cotton Club
O Cotton Club foi uma casa noturna localizada em Nova Iorque, Estados Unidos, que esteve ativa durante a Lei Seca durante a década de 1920. A maioria dos shows que lá eram realizados se relacionavam a jazz.